# 진달래 (가수)
진달래(본명: 김은지, 1986년 6월 8일~ )는 대한민국의 가수이다.

## 음반
- 2018년 아리아리
- 2018년 JIN DAL RAE 1ST MINI ALBUM 《ARIARI》
- 2020년 《야속타 세월아》

## 그 외
- 2020년 JTV 로고송(With 임영웅)

## 사건사고 및 논란

### 학교폭력 가해 사건
2021년 1월 31일, 피해자가 네이트 판에서 20년 전 진달래에게 학교폭력을 당했다는 내용이 베스트 글로 올라갔으며, 피해자를 폐허로 끌고 가 고문을 일삼았다는 등의 내용이 들어있다.
결국, 진달래 본인이 이 사실에 대해 명백히 인정해 경연 중이던 내일은 미스트롯2를 자진 하차했으며, 이후 소속사 티스타엔터테인먼트 측은 이 사건에 대해 "과거에 자신이 한 잘못을 인정하고 자신이 한 행동에 책임을 지고 본 프로그램에서 하차하겠다"는 입장문을 낸 다음 이어 진달래 본인도 "한 아이를 가진 부모로서 학창시절에 잘못된 행동으로 인해 큰 상처를 받은 피해자에게 진심으로 미안하다. 자신이 한 철없는 행동으로 인해 피해자로부터 지금까지도 트라우마를 받고 있다는 말을 듣고 진심으로 뼈저리며 후회하고 있었다. 피해자에게 연락해서 직접 사과를 하려고 했지만 수월치 않았기에 일단 서면으로 사과를 하겠다"는 사과문을 게시했다. 즉 준결승전의 기회를 확보한 진달래가 결국 기회를 박탈당한 원인의 그 사건이라고 할 수 있다. 그러나 학교폭력 폭로글이 사실이냐고 물었던 한 질문자에 대해서 '악의적인 음해글을 올리면 영혼까지 털어버린다'고 언급하는 것에 대해 "피해자를 폄하하고 자신의 잘못에 대해 인정하지 않고 도리어 적반하장의 태도를 보이고 있는 건 아니냐" 등의 비판을 받았다.
TV조선에서는 이 사건과 이에 대한 하차를 의식했는지 유튜브 및 네이버 TV에 업로드되었던 진달래의 영상 클립들을 모두 삭제하거나 비공개로 돌릴 것이라고 밝혔다.

## 같이 보기
- 내일은 미스트롯2